# Erik Pieters
Erik Pieters (n. 7 august 1998, Enspijk, Țările de Jos) este un fotbalist aflat sub contract cu Stoke City.